# Загряжский, Игнатий Тимофеевич
Игнатий Тимофеевич Загряжский — голова, наместник и воевода во времена правления Ивана IV Васильевича Грозного.
Из дворянского рода Загряжских. Единственный сын Тимофея Фёдоровича.

## Биография
Впервые упомянут, как боровский сын боярский, пожалованный поместьем в Московском уезде (02 октября 1550), в составе 1000 лучших дворян. Посол в Ногаи (1555). Полковой воевода в Серпухове (1556). Полковой голова в ливонском походе (1559). Поручитель по боярам (1562). Наместник в Мценске (1569). Воевода в Курмыше (1570).

## Семья
Женат на Ирине Ивановне Бутенёвой, от которой имел трёх сыновей:
- Загряжский Владимир Игнатьевич — собирал ратных людей в Ряжске (1581), воевода в Великом Устюге.
- Загряжский Иван Игнатьевич.
- Загряжский Иев Игнатьевич — воевода в Осколе (1604), Путивле (1605).